# Barquq
al-Malik al-Ẓāhir Sayf al-Dīn Barqūq (in arabo الملك الظاهر سيف الدين برقوق)‎?, noto semplicemente come Barqūq o Barquq; ... – Il Cairo, 20 giugno 1399) è stato un sultano mamelucco burjī d'Egitto.
Sultano della dinastia, detta Burjiyya a causa dell'alloggiamento in cui le reclute vivevano cameratescamente, fino alla fine del loro addestramento militare, situato in una torre (in arabo burj) della Cittadella del Cairo. 

Il corpo dei Burjiyya era formato da Circassi e Abcasi, e succedettero alla precedente dinastia mamelucca, detta dei Baḥrī, composta da elementi turchi.
Il fondatore del raggruppamento militare era stato il Sultano al-Manṣūr Qalāwūn, che aveva prescelto 3.700 dei suoi mamelucchi per avvalersi dei loro servizi.
Barqūq ascese al trono nel 1382 e fu il primo sultano della dinastia burji.

Alla sua morte gli succedette il figlio al-Nāṣir Zayn al-Dīn Faraj.